# Oporzyn
Oporzyn (niem. Spiegel) – wieś w Polsce położona w województwie wielkopolskim, w powiecie wągrowieckim, w gminie Wągrowiec, w pobliżu jeziora Oporzyńskiego.
W latach 1975–1998 miejscowość administracyjnie należała do województwa pilskiego.